# Liwa Shuhada al-Islam
Ne doit pas être confondu avec Liwa al-Islam.
Liwa Shuhada al-Islam (arabe : لواء شهداء الإسلام, « La Brigade des martyrs de l'islam ») est un groupe rebelle de la guerre civile syrienne, fondé en 2013.

## Histoire

### Affiliations
La brigade est affiliée à l'Armée syrienne libre et elle fait partie de la cinquantaine de brigades de l'ASL qui forment le Front du Sud le 14 février 2014,,.

### Dissolution
Le 28 mai 2018, le Liwa Shuhada al-Islam fusionne avec dix autres groupes de l'Armée syrienne libre pour former le Front national de libération.
Le 5 juin 2018, le Liwa Shuhada al-Islam annonce son ralliement à Faylaq al-Cham, un autre groupe du Front national de libération.

## Effectifs et commandement

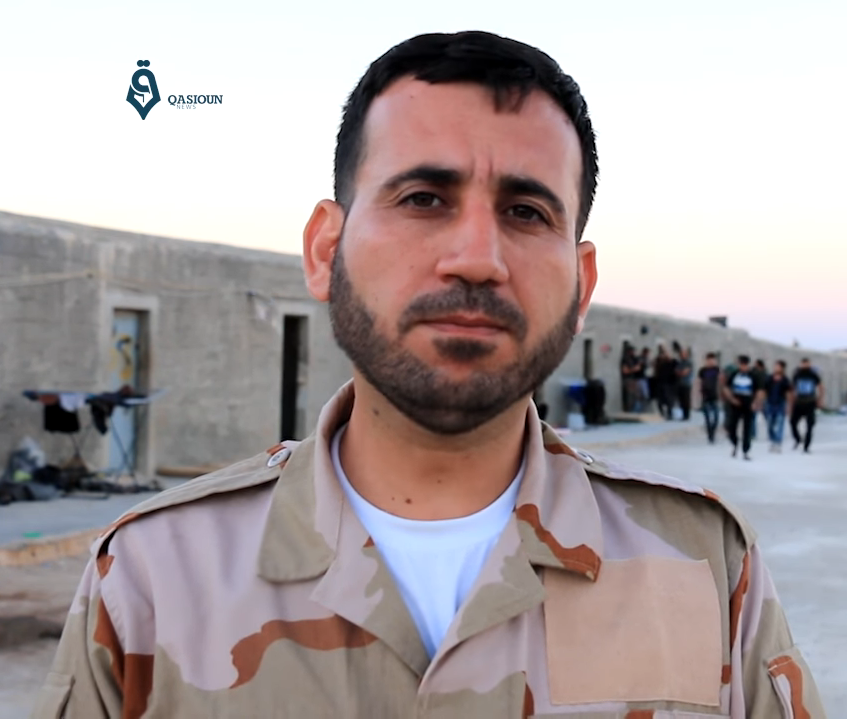
Le capitaine Saeed Naqrash, chef du Liwa Shuhada al-Islam, en 2016.

Fin 2015, le brigade Shuhada al-Islam revendique 1 800 hommes. Ils sont commandés par le capitaine Saeed Naqrash.
Le groupe est divisé en plusieurs unités ; le Bataillon des martyrs de Daraya, le Bataillon des martyrs de la Révolution, le Bataillon des descendants de Saladin, le Bataillon des Lions de la sunnah et le Bataillon du Tawhid.

## Zones d'opérations
La brigade Shuhada al-Islam est active dans l'ouest du gouvernorat de Rif Dimachq, et particulièrement dans la ville de Daraya, où elle est la force rebelle majeure. Le groupe demeure cependant dans cette ville sous l'autorité d'un conseil civil,,. Mais le 25 août 2016, après près de quatre années de siège, les rebelles de Daraya capitulent. Selon l'accord conclu avec le régime syrien, ils sont évacués vers le gouvernorat d'Idleb.

## Armement
Soutenu par les États-Unis, le groupe bénéficie de missiles antichar BGM-71 TOW vers fin 2015.